# Åslaug Haga
 (mars 2022).
Si vous disposez d'ouvrages ou d'articles de référence ou si vous connaissez des sites web de qualité traitant du thème abordé ici, merci de compléter l'article en donnant les références utiles à sa vérifiabilité et en les liant à la section « Notes et références ».
Pour les articles homonymes, voir Haga.
Åslaug Marie Haga, née le 21 octobre 1959 à Nes dans le comté d'Akershus, est une femme politique norvégienne. Elle préside le parti du Centre ou Senterpartiet de 2003 à 2008 et de 2007 à 2008, la ministre du Pétrole et de l'Énergie du gouvernement du Ministre d’État Jens Stoltenberg.

## Jeunesse
Au sortir de l’université d'Oslo, Haga est diplômée en sociologie, histoire et science politique. Elle intègre le ministère des Affaires étrangères norvégien en tant que diplomate. De 1989 à 1991, elle fait partie de la représentation norvégienne à l’organisation des Nations unies à New York. Elle revient en Norvège avant d’obtenir le poste de première secrétaire de l’ambassade norvégienne à New Delhi, Inde de 1991 à 1994. Elle rentre ensuite en Norvège pour occuper la fonction de vice-directrice dans l’administration centrale du ministère des Affaires étrangères. 

## Carrière politique
Une fois établie en Norvège, Haga devient vice-présidente du Senterpartiet en 1999. Elle est ministre des Affaires culturelles du premier gouvernement de Stoltenberg du 8 octobre 1999 au 13 mars 2000. En 2001, elle est élue pour la première fois au Storting, le parlement norvégien pour la circonscription d’Akershus. L’année suivante elle est élue présidente du Senterpartiet.
L’alliance rouge-verte entre le norske Arbeiderparti, le Sosialistik Venstreparti et le Senterpartiet remporte les élections législatives du 12 septembre 2005. Le gouvernement d’union est mis sur place et prend ses fonctions le 17 octobre et Haga remplace Erna Solberg au poste de ministre du gouvernement local et du développement régional.
Souffrant d'hypertension, elle démissionne le 19 juin 2008 de ses postes de ministre et de chef de parti sur fond de mini-scandale lié à ses propriétés immobilières.